# Букреев, Борис Яковлевич
Бори́с Я́ковлевич Букре́ев (25 августа [6 сентября] 1859, Льгов, Курская губерния — 2 октября 1962, Киев) — украинский  советский математик, профессор Киевского университета, создатель киевской школы геометров. Заслуженный деятель наук УССР (1941). Внёс значительный вклад в развитие теорий эллиптических функций, рядов и детерминант, интегрирования дифференциальных уравнений, дифференциальной геометрии, вариационного исчисления.

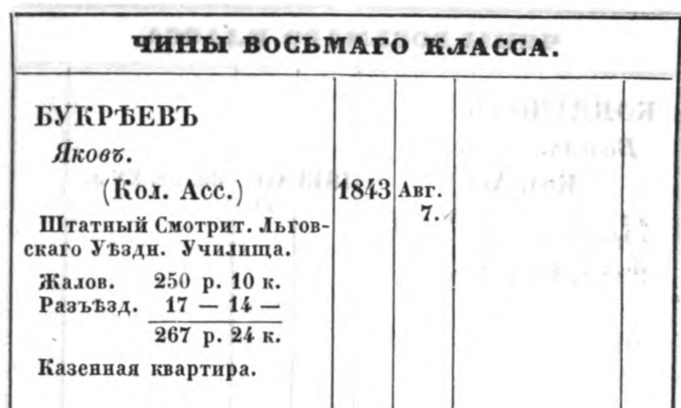
Букреев Яков

## Биография
Борис Букреев родился 25 августа (6 сентября) 1859 года во Льгове в семье учителя.
Получив аттестат зрелости в Курской классической гимназии, в 1878 году Букреев поступил в Киевский университет Св. Владимира, который успешно окончил в 1882 году. Учился на физико-математическом факультете у профессора В. П. Ермакова. Ещё будучи студентом, удостоился большой золотой медали за конкурсную работу «Геометрическая теория движения неизменяемой плоской фигуры в своей плоскости». Был оставлен при университете для приготовления к профессорскому званию, с 1885 года приступил к преподаванию. В 1887 году защитил магистерскую диссертацию «О разложении трансцендентных функций на частные дроби». В том же году отбыл в научную командировку в Германию, где слушал лекции в Берлинском университете и Шарлоттенбургском политехникуме. Одним из его учителей стал Л. Фукс, под влиянием которого Б. Я. Букреев подготовил докторскую диссертацию «О фуксовых функциях нулевого ранга с симметричным основным полигоном». Защитив её в мае 1889 года, учёный занял в Киевском университете должность профессора по кафедре чистой математики.
Лекции и учебные пособия профессора Букреева вызывали значительный интерес. Длительное время он вёл в Киевском университете научный семинар; объединил вокруг себя многих талантливых математиков, создав киевскую школу геометров. Среди его учеников — Борис Делоне, Михаил Кравчук, Георгий Пфейфер, Александр Смогоржевский, Отто Шмидт, Михаил Филоненко-Бородич, Илья Штаерман и др. Содействовал в 1920-е годы переводу преподавания в университете на украинский язык. В 1898—1930 годах был также профессором КПИ; кроме того, в 1896—1920 годах преподавал на Высших женских курсах, в 1922—1924 — в Химико-фармацевтическом институте. Заведовал сектором геометрии Института математики Украинской Академии наук. Букреев был одним из основателей Киевского физико-математического общества, а также почётным членом Московского математического общества.
Помимо теории функций, Б. Я. Букреев занимался интегрированием дифференциальных уравнений, теорией рядов, дифференциальной геометрией. В последние годы своей деятельности вёл исследования в области геометрии Лобачевского, построил её основные положения аналитическим методом.
Во время нацистской оккупации Киева в 1941—1943 годах Букреев оставался в Киеве, в своей квартире по улице Никольско-Ботанической, 10. Когда осенью 1943 года гитлеровцы оставляли город, они приказали всем киевлянам покинуть жильё и уходить на запад; неподчинение грозило расстрелом на месте. Однако 84-летний профессор забаррикадировал входные двери и, не обращая внимания на стук и стрельбу, продолжал работать над исследованием по неевклидовой планиметрии. Ему посчастливилось благополучно дождаться освобождения.
Преподавательский стаж Букреев превысил 75 лет, в том числе в должности профессора — свыше 70 лет. Его излюбленным выражением было: «Вот доживу до ста лет, тогда со спокойной совестью уйду на пенсию». Однако и после столетнего юбилея он не прекращал научной деятельности, вплоть до кончины на 104-м году.
Борис Яковлевич Букреев умер в Киеве 2 октября 1962 года. Похоронен на Байковом кладбище.

## Научные труды и учебные пособия
- Аналитические выражения однозначных функций. — Киев: тип. Имп. Ун-та св. Владимира, 1884. — 79 с.
- О разложении трансцендентных функций на частные дроби. — Киев: тип. Имп. Ун-та св. Владимира, 1887. — 94 с.
- О фуксовых функциях нулевого ранга с симметрическим основным полигоном. — Киев: тип. Имп. Ун-та св. Владимира, 1889. — 73 с.
- О некоторых соотношениях в теории эллиптических функций Вейерштрасса. — Киев: тип. Имп. Ун-та св. Владимира, 1893. — 10 с.
- К вопросу о maximum и minimum функций двух переменных. — М.: Моск. мат. о-во, сост. при Имп. Моск. ун-те, 1893. — 10 с.
- О некоторых частных случаях в вопросе о maximum и minimum функции трёх переменных. — М.: Моск. мат. о-во, сост. при Имп. Моск. ун-те, 1897. — 15 с.
- Курс приложения дифференциального и интегрального исчислений к геометрии. Элементы теории поверхностей: Лекции, чит. в Имп. Ун-те св. Владимира орд. проф. Б.Я. Букреевым. — Киев: тип. Имп. Ун-та св. Владимира Н.Т. Корчак-Новицкого, 1900. — 304 с.
- Приложения дифференциального исчисления к геометрии трех измерений: Курс, чит. математикам 3 семестра в 1903 г.. — Киев: изд. математиков II-го курса, 1904. — 175 с.
- Введение в теорию рядов: Лекции по введению в высшую математику для студентов 1-го курса. — Киев: Тип. Имп. Ун-та Св. Владимира, 1906. — 154 с.
- Элементы теории определителей: Лекции по введению в высшую математику для студентов первого курса. — Киев: тип. Имп. Ун-та св. Владимира АО печ. и изд. дела Н.Т. Корчак-Новицкого, 1907. — 100 с.

- Элементы теории определителей. — 2-е, пересм. и доп. изд.. — Киев: В.А. Проясниченко, 1914. — 100 с.

- Учение об иррациональных числах с точки зрения Г. Кантора и Э. Гейне. — Киев: тип. Имп. Ун-та св. Владимира АО печ. и изд. дела Н.Т. Корчак-Новицкого, 1911. — 68 с.
- Элементы алгебраического анализа: Лекции, чит. на Высших женских курсах в г. Киеве. — Киев: тип. Имп. Ун-та св. Владимира АО печ. и изд. дела Н.Т. Корчак-Новицкого, 1912. — 224 с.
- Планиметрия Лобачевского в аналитическом изложении / перевод с украинского [оригинал изд. в 1947 году]. — М., Л.: Гос. изд-во техн.-теорет. лит., 1951. — 127 с.

## Награды и звания
- орден Ленина

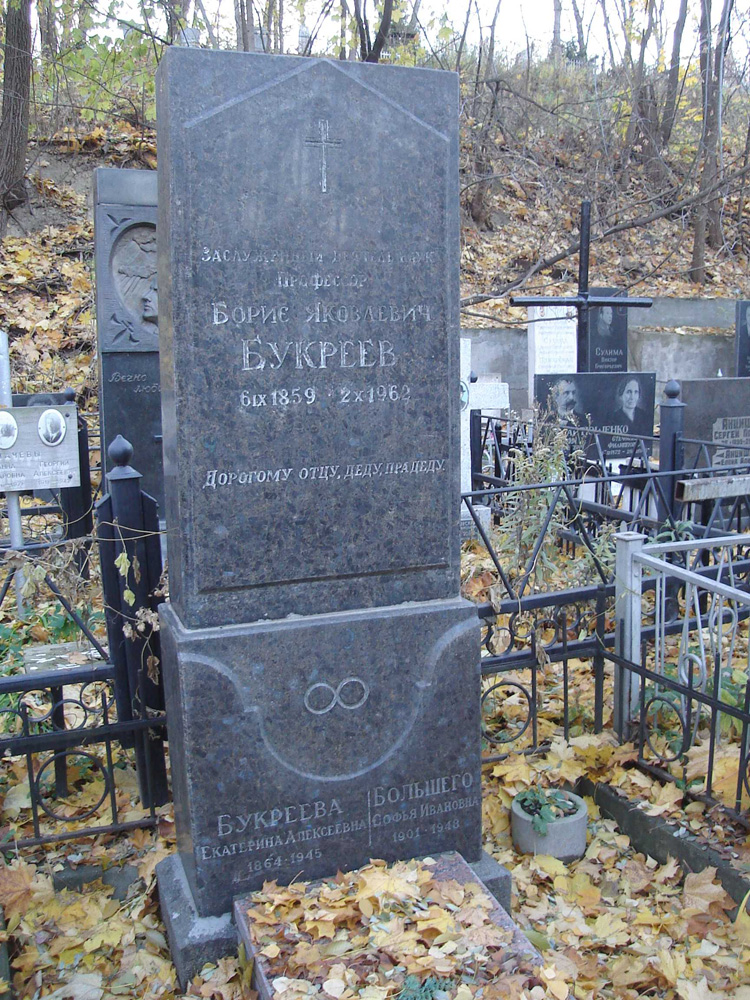
Надгробие Б. Я. Букреева на Байковом кладбище

- орден Трудового Красного Знамени (22.09.1959)
- медаль в честь 250-летия Леонарда Эйлера (1957)
- Заслуженный деятель науки УССР (1941)

## Семья
- Сын Евгений Борисович Букреев (1890—1985) — известный киевский медик, заслуженный врач УССР; окончил 1-ю Киевскую гимназию и Киевский университет, делился воспоминаниями о своём соученике Михаиле Булгакове[7].
- Дочь Татьяна Борисовна Букреева (1889—1992) — советский библиотекарь.
- Внук Кирилл Борисович Толпыго (1916—1994) — советский физик.